# 托马斯·波洛克
托马斯·波洛克（英語：Thomas Pollock，1925年8月1日—1994年8月17日），加拿大男子冰球运动员，场上位置是后卫。他曾代表加拿大参加1952年冬季奥林匹克运动会冰球比赛，获得一枚金牌。